# Ropica sparsepunctata
Ropica sparsepunctata är en skalbaggsart som beskrevs av Stefan von Breuning 1940. Ropica sparsepunctata ingår i släktet Ropica och familjen långhorningar. Inga underarter finns listade i Catalogue of Life.